# Leitsystem
Ein Leitsystem dient zum Leiten von Fertigung oder Produktion und kann sich auch auf bestimmte Teilbereiche hiervon erstrecken. Dies kann sich auch auf artverwandte Prozesse und Vorgänge in der Stromerzeugung, der Verkehrstechnik usw. beziehen. Hierbei soll das Leitsystem einen komplexen zeitlichen und materiell-inhaltlichen Planungs- und Istablauf übersichtlich darstellen und den steuernden menschlichen Eingriff unterstützen oder überhaupt erst ermöglichen. 

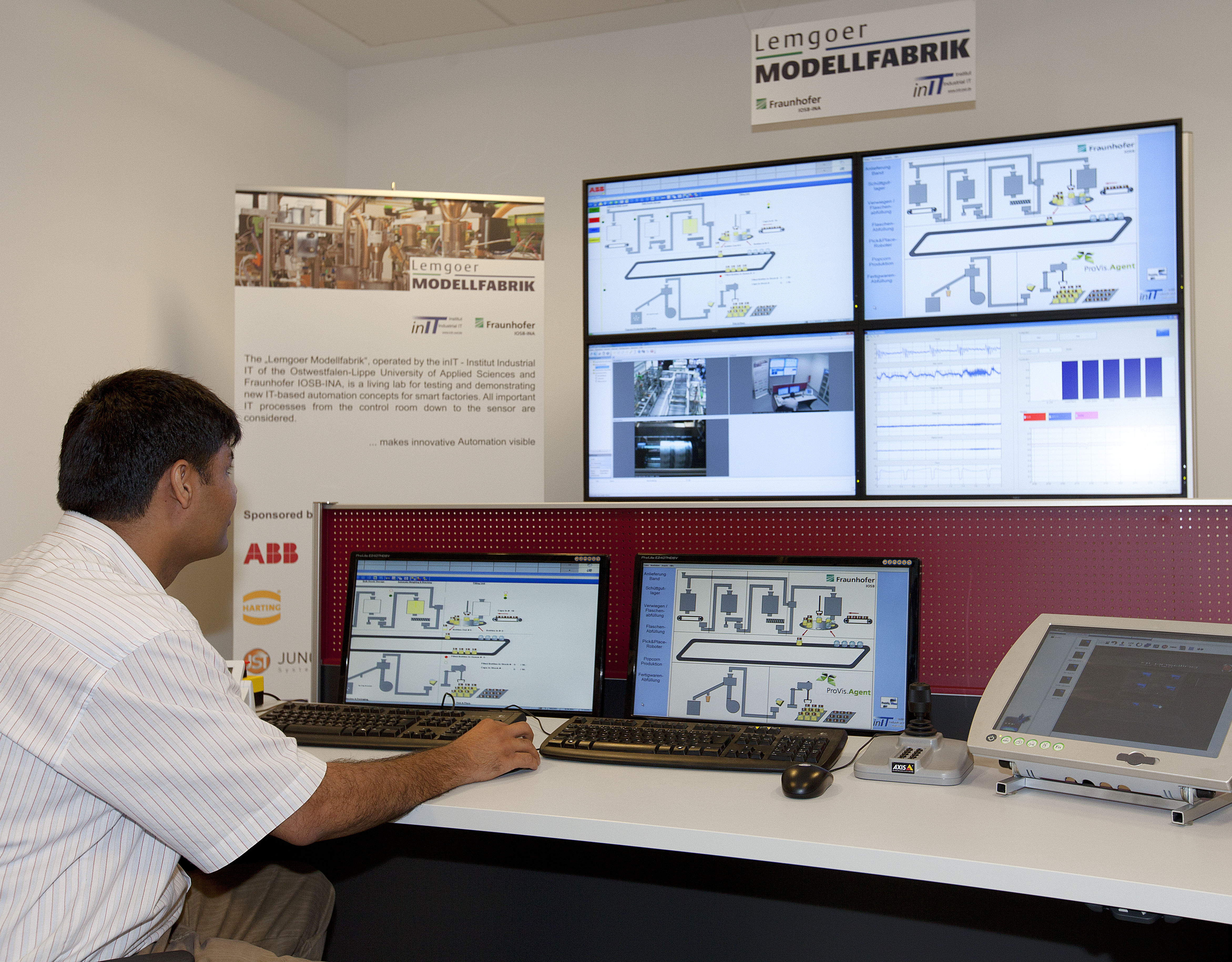
Leitstand am Beispiel der Lemgoer Modellfabrik (2010)

Die Unterstützung des menschlichen Eingriffs unterscheidet ein Leitsystem von einer automatisierten Regelung, die selbsttätig anhand eines Soll-Ist-Vergleichs und mittels Sensor-Signalen Reaktionen in das System einleitet.
Ein Leitsystem kann zur Schaffung einer Prozessübersicht eine Vielzahl von Sensoren enthalten, Automatiken nutzen und auch Aktoren zu steuern erlauben. Es ist jedoch nicht komplett selbsttätig, sondern immer noch auf den menschlichen Eingriff zur Funktion angewiesen. 
Bei Leitsystemen ist somit die Mensch-Maschine-Schnittstelle von großer Bedeutung: ein Leitsystem ist nur so gut, wie es auf die Möglichkeiten und Fähigkeiten des (auf seine Aufgabe trainierten) Menschen eingestellt ist. Weder darf der Mensch unterfordert werden (z. B. durch stures Beobachten von Kameras) noch darf er überfordert werden (durch eine Unübersichtlichkeit zu vieler, weitverteilter, zeitlich zu schnell abfolgender Signale oder der erforderlichen Reaktionen auf die Signale).
Daher werden oftmals Teilautomatiken in Leitsysteme integriert oder verdichtete Vor-Ergebnisse berechnet und dem Leitstandsbediener (oder „Leitstandfahrer“) zumeist grafisch-visuell aufbereitet, woraufhin der Bediener des Leitsystems sinnfällige Entscheidungen trifft und sie dann vermittels der Leitstands-Eingriffsmöglichkeiten umsetzt. 
Für alle diese Aufgaben ist eine hochdetaillierte Analyse der Aufgabenstellung vonnöten, eine Systemanalyse. Passend zur Steuerungsaufgabe werden hierin die Input- und Output-Parameter des Planungsprozesses detailliert beschrieben. Anhand dieser Ein- und Ausgabedaten, der ihnen zugrundeliegenden Ressourcen (Kapazitäten, Lagerflächen, Durchflussmengen usw.) werden dem Leitstandsbediener vom Leitstand oftmals Vorschläge und Alternativen unterbreitet, unter denen er dann wählt, bzw. die er modifiziert.
Unter Leitsystemen werden in der Industrie komplexe Systeme aus Hard- und Software verstanden, die der Überwachung und Steuerung des jeweiligen Prozesses (Produktion, Verteilung) dienen. Leitsysteme werden beispielsweise in der Automobilindustrie, Energieerzeugung und -verteilung, Wasserversorgung und Wasserentsorgung, Telekommunikation, und in der Sicherheitstechnik eingesetzt. 
Allgemein können Prozessleitsysteme, Netzleittechnik und Gebäudeleittechnik unterschieden werden. Die eingesetzte Software wird zunehmend auf PCs eingesetzt, die Steuerung der Prozesse und deren Überwachung erfolgt über Speicherprogrammierbare Steuerungen (SPS) oder Fernwirkanlagen (FWA). 
Leitsysteme werden oft von Herstellern von Automatisierungsanlagen und Fernwirkanlagen angeboten, es gibt aber auch unabhängige Anbieter.

## Leitstände
Große Leitsysteme verfügen über einen eigenen Leitstand.
Beispiele für Leitstände: 
- Fluglotsenarbeitsplatz
- Fertigungssteuerung einer mechanischen bzw. zerspanenden Fertigung mit Flächenübersicht über die Maschinen, ihre Belegung, ihre Schichtverfügbarkeit, Wartungsintervalle, CNC-Programm-Verfügbarkeit, Werkzeug- und Vorrichtungsverfügbarkeit, Durchsatzleistung, Energieverbrauch, Betriebsmitteldaten (Kühlschmiermitteleinsatz, Temperaturen und Schwingungen kritischer Komponenten)
- Verladung von Gasen und Flüssigkeiten an einem Erdöl-Hafenterminal
- Stromverteilung eines Energieversorgers (Netzleitstelle)
- Prozesssteuerung der Ofenanlage einen Zementwerks
- Gepäckverteilung eines Flughafens
- Rechnergestütztes Betriebsleitsystem
- Verkehrsleitsystem: LISB
- Warte eines Kraftwerks